# Pavel Jozef Šafárik
Pavel Jozef Šafárik (13 mai 1795 – 26 iunie 1861) a fost un filolog și poet slovac, unul dintre primii savanți slaviști; a fost, de asemenea, istoric literar, istoric și etnograf.

## Familia
Tatăl său, Pavol Šafárik (1761-1831), a fost profesor la Štítnik (Csetnek) și apoi preot protestant în Kobeliarovo, unde s-a născut fiul său. Mama lui, Katarína Káresová (1764-1812), s-a născut într-o familie nobiliară săracă din Hanková și a avut mai multe locuri de muncă pentru a-și ajuta familia în regiunea săracă Kobeliarovo. P. J. Šafárik a avut doi frați mai mari și o soră mai mare. Un frate, numit tot Pavol Jozef, a murit înainte de nașterea lui Šafárik. În 1813, după moartea Katarínei, tatăl lui Šafárik s-a căsătorit cu văduva Rozália Drábová, deși Šafárik, frații lui și sora sa au fost împotriva acestei căsătorii. Învățătorul din localitate a fost primul care i-a oferit micului Šafárik primele cărți în limba cehă.
Pe 17 iunie 1822, când se afla în Serbia (vezi mai jos), P. J. Šafárik s-a căsătorit cu Júlia Ambrózy de Séden (în slovacă Júlia Ambróziová; 1803-1876), o tânără de 19 ani, foarte inteligentă, care se născuse în 1803 în Serbia de astăzi. Ea vorbea slovaca, ceha, sârba și rusa, și l-a sprijinit pe Šafárik în activitatea sa științifică. În Serbia, ei au avut trei fiice (Ľudmila, Milena, Božena) și doi fii (Mladen Svatopluk, Vojtěch), dar primele două fiice și fiul cel mare au murit la scurt timp după nașterea lor. După sosirea lui Šafárik la Praga, ei au avut alți 6 copii, dintre care unul a murit la scurt timp după nașterea sa.
Fiul său cel mare, Vojtěch (1831-1902), a devenit un important chimist, Jaroslav (1833-1862) a devenit doctor militar și, mai târziu, profesor la Academia Iosefină din Viena, Vladislav (1841 - ?) a devenit militar de carieră, iar Božena (1831–?) s-a căsătorit cu Josef Jireček (1825-1888), un istoric literar și om politic ceh. Vojtech a scris o biografie interesantă a tatălui său - Co vyprávěl P. J. Šafařík (Ce a spus Šafárik) -, iar fiul Boženei și al lui Jireček studiul Šafařík mezi Jihoslovany (Šafárik printre slavii sudici).

## Viața

### Ungaria Superioară (Slovacia de astăzi) (1795-1815)
Pavel și-a petrecut copilăria în regiunea Kobeliarovo din nordul comitatului Gemer (în maghiară Gömör), caracterizată printr-o natură atractivă și o cultură slovacă bogată. El a dobândit educația de bază de la tatăl său. După cum a scris mai târziu Vojtech, fiul lui P.J. Šafárik, în cartea sa: Atunci când, la vârsta de 7 ani, tatăl său i-a arătat doar o dată alfabetul, el a învățat să citească singur cu mâinile în jos și de atunci stătea mereu așezat pe sobă și citea. Pe la vârsta de opt ani, el citise toată Biblia de două ori și una dintre activitățile sale preferate a fost să o predice fraților și surorii sale, precum și localnicilor.
În perioada 1805-1808 Šafárik a studiat la un „gimnaziu minor” (descris în unele surse ca o școală protestantă ce tocmai fusese transformată într-o școală secundară în limba latină) din Rožňava (Rozsnyó), unde a învățat limbile latină, germană și maghiară. Deoarece el nu avea suficienți bani pentru a-și finanța studiile, a continuat să studieze la Dobšiná (Dobsina) timp de doi ani, pentru că putea locui acolo împreună cu sora sa. La acea vreme, era absolut necesar pentru oricine, care dorea să devină un om de știință de succes în Regatul Ungariei (care includea Slovacia de astăzi) să aibă o bună cunoaștere a limbilor latină, germană și maghiară. Deoarece școala din Rožňava s-a specializat în studiul limbii maghiare și școala din Dobšiná în studiul limbii germane, iar Šafárik a fost un elev eminent și ambele școli aveau o bună reputație, au fost îndeplinite toate premisele pentru o carieră de succes timpurie.
În perioada 1810-1814 a urmat liceul la Kežmarok (Késmárk), unde a ajuns să cunoască mulți elevi polonezi, sârbi și ucraineni, iar cel mai important prieten al său a fost Ján Blahoslav Benedikti, cu care a citit împreună texte ale activiștilor Renașterii Naționale Cehe și Slovace, în special cele ale lui Josef Jungmann. El s-a familiarizat, de asemenea, cu literatura clasică și cu estetica germană (datorită excelentei biblioteci a liceului) și a început să manifeste interes pentru cultura sârbă. A absolvit următoarele ramuri de studiu: filosofie (inclusiv logică, metafizică, matematică, fizică, economia ruralis, limba latină, filosofie comparată și istoria Regatului Ungariei), politică și drept (inclusiv jus naturae, jus privatum civile et criminale, scienciae politicae), și teologie (inclusiv teologie morală și dogmatică, hermeneutică, limba greacă, limba ebraică, fizică, medicină, drept natural, drept public și drept internațional). Studiile la această școală au fost foarte importante pentru viața lui, așa cum a subliniat el însuși mai târziu, și, deoarece liceul urmat era în mare măsură o școală germană, el a fost capabil să obțină o bursă (parțială) pentru o universitate din Germania.
A lucrat ca profesor particular în familia lui Dávid Goldberger din Kežmarok între 1812 și 1814, ceea ce a făcut și la un an după terminarea studiilor sale la Kežmarok. Mama lui a murit la sfârșitul anului 1812, iar tatăl său s-a recăsătorit șase luni mai târziu. Prima carte pe care a publicat-o a fost un volum de poezii intitulat Muza din Tatra cu o liră slavă, publicat în 1814. Poeziile au fost scrise în vechiul standard al traducerilor protestante morave ale Bibliei pe care luteranii slovaci îl foloseau în publicațiile lor, înglobând multe elemente din limbile slovacă și poloneză.

### Germania (1815-1817)
În 1815, el a început să studieze la Universitatea din Jena, unde s-a transformat din poet într-un om de știință. Aceasta a fost dorința tatălui său, care l-a sprijinit financiar pentru a studia acolo.
El a urmat cursuri de istorie, filologie, filosofie și științe naturale (a asistat la prelegeri ținute de profesorii Fries, Lorenz Oken, Luden, Eichenstädt), a studiat cărți scrise de Johann Gottfried Herder și Johann Gottlieb Fichte, a urmărit dezvoltarea literaturii și a studiat literatura clasică. În timp ce se afla acolo, el a tradus în cehă piesele de teatru Norii de Aristofan (publicată în Časopis Českého musea [Jurnalul Muzeului Boemiei] din 1830) și Maria Stuart de Schiller (publicată în 1831). În 1816 a devenit membru al Societății Latine din Jena. Șaptesprezece poezii scrise de Šafárik în acea perioadă (1815-1816) au apărut în suplimentul literar Prvotiny pěkných umění, editat de Jan Nepomuk Norbert Hromádka la Viena, și l-au făcut cunoscut pe Šafárik în Ținuturile Cehe și Slovace. În Jena, care i-a plăcut foarte mult lui Šafárik, el a învățat să aplice metodele științifice în studii și și-a făcut o mulțime de prieteni noi. Unul dintre ei a fost marele scriitor slovac Ján Chalupka, iar un altul, Samuel Ferjenčík, l-a prezentat lui Johann Wolfgang Goethe. Deși a fost un student excelent, Šafárik a trebuit să plece de la Universitatea din Jena în mai 1817, din motive necunoscute (probabil din lipsă de bani).
În 1817, pe drumul de întoarcere către casă, el a vizitat orașele Leipzig și Praga. În Praga, unde a căutat un post de profesor particular, el a stat o lună și s-a alăturat cercului literar, printre ai cărui membri erau Josef Dobrovský, Josef Jungmann și Václav Hanka, pe care Šafárik a apucat să-i cunoască personal.

### Ungaria Superioară (Slovacia de astăzi) (1817-1819)
Între vara anului 1817 și iunie 1819 a lucrat ca profesor particular la Pressburg (Bratislava) în bine-cunoscuta familie a lui Gašpar Kubínyi. El a devenit bun prieten cu cehul František Palacký, cu care avusese deja un schimb de scrisori și care era, de asemenea, profesor particular la Pressburg în acel moment. Orașul Pressburg era în acea vreme un centru social și intelectual al Regatului Ungariei. În primăvara anului 1819 Šafárik s-a împrietenit cu cel mai important scriitor și om politic slovac Ján Kollár.
Înainte de a pleca în Serbia, Šafárik a petrecut ceva timp la Kobeliarovo și cu bunicul său la Hanková. Aceasta a fost ultima dată când Šafárik și-a văzut țara sa natală.

### Serbia (1819-1833)
În aprilie 1819, prietenul său Ján Blahoslav Benedikti l-a ajutat să obțină un doctorat, de care avea nevoie pentru a deveni director unui gimnaziu nou din Novi Sad (Újvidék), în partea de sud a Regatului Ungariei, unde s-a împrietenit cu profesorul și scriitorul Georgije Magarašević. A locuit în Serbia din 1819 până în 1833, fiind profesor și director la gimnaziul ortodox sârb din Novi Sad. Toți ceilalți profesori ai gimnaziului erau sârbi, inclusiv romancierul Milovan Vidaković, care a predat acolo în același timp cu Šafárik. El însuși a predat matematica, fizica, logica, retorica, poezia, stilistica și literatura clasică în latină, germană și, când politica de maghiarizare s-a intensificat, și în maghiară. Începând din 1821, el a lucrat și ca profesor particular al fiului nepotului mitropolitului Stefan Stratimirović. În 1824 el a trebuit să renunțe la funcția de director pentru că guvernul austriac a interzis Bisericii Ortodoxe Sârbe să angajeze protestanți din Regatul Ungariei. Acest lucru l-a făcut pe Šafárik, care a trebuit să-și susțină financiar familia în creștere, să piardă o sursă importantă de venit. Prin urmare, el a încercat să găsească un post de profesor în țara sa natală, dar nu a reușit din diverse motive. În Novi Sad a studiat literatura sârbă și antichitățile, și a achiziționat multe cărți și manuscrise rare - mai ales în limba slavă veche - , pe care le-a folosit mai târziu la Praga. El a publicat o colecție de cântece și poezii populare slovace în colaborare cu Ján Kollár și cu alții. În 1826 a publicat lucrarea Geschichte der slawischen Sprache und Literatur nach allen Mundarten. Această carte a fost prima încercare de a realiza o sistematizare a limbilor slave.

### Boemia (1833-1861)
În 1832 s-a hotărât să plece în cele din urmă din Novi Sad și a încercat să-și găsească un post de profesor sau de bibliotecar în Rusia, dar din nou fără succes. În 1833, cu ajutorul lui Ján Kollár și la invitația unor prieteni influenți din Praga, care au promis să-l sprijine din punct de vedere financiar, a venit la Praga, unde și-a petrecut restul vieții sale. Pe toată durata șederii sale în Praga, mai ales în anii 1840, existența lui a depins de cei 380 de florini pe care i-a primit anual de la prietenii săi cehi cu condiția pe care a exprimat-o în mod explicit František Palacký: „De acum încolo, orice scrii, vei scrie numai în limba cehă”. Šafárik a fost redactor al revistei Světozor (1834–1835). În 1837 sărăcia l-a obligat să accepte postul de cenzor al publicațiilor cehe, la care a renunțat în 1847. Între 1838 și 1842 el a fost redactor-șef, apoi director, al revistei Časopis Českého musea, iar din 1841 a fost custode al Bibliotecii Universității Caroline din Praga. În Praga, el a publicat cele mai multe dintre lucrările sale, mai ales opera sa principală Slovanské starožitnosti („Antichități slavone”) în 1837. De asemenea, el a editat primul volum al cărții Výbor (selecții din vechii scriitori cehi), care a apărut sub auspiciile Societății Literare din Praga în 1845. În acest scop el a elaborat o gramatică a vechii limbi cehe (Počátkové staročeské mluvnice).
În colecția de articole Hlasowé o potřebě jednoty spisowného jazyka pro Čechy, Morawany a Slowáky („Voci cu privire la necesitatea unui standard lingvistic comun pentru boemi, moravi și slovaci”) publicată de Ján Kollár în 1846, Šafárik a criticat cu moderație introducerea unui nou standard lingvistic slovac (1843) de către Ľudovít Štúr, care a înlocuit standardul lingvistic luteran folosit anterior ce era mai apropiat de cel al limbii cehe (catolicii slovaci foloseau un standard lingvistic diferit). Šafárik – spre deosebire de majoritatea colegilor săi cehi – i-a considerat întotdeauna pe slovaci ca fiind o națiune separată de cehi (precum afirmă în mod explicit în scrierile sale Geschichte der slawischen Sprache... și Slovanský národopis), dar el a pledat pentru folosirea limbii cehe slovacizate („stilul slovac al limbii cehe”) ca singura limbă literară pentru poporul slovac.
În timpul Revoluției de la 1848 el s-a ocupat, în principal, cu strângerea de material pentru cărțile sale de istorie veche a slavilor. În 1848 a fost numit director al Bibliotecii Universității din Praga și profesor de filologie slavonă la Universitatea Carolină din Praga, dar a demisionat din postul din urmă în 1849 și a rămas doar șef al bibliotecii universitare. Motivul demisiei sale l-a reprezentat faptul că, în timpul Revoluției din 1848-1849, a participat la Congresul Slav de la Praga din iunie 1848 și, astfel, a devenit suspect pentru autoritățile austriece. În timpul perioadei absolutiste de după înfrângerea revoluției, el a dus o viață retrasă și a studiat mai ales literatura cehă veche și textele scrise în slavona bisericească. 
În anii 1856/1857, ca urmare a fricii de persecuție, a epuizării fizice și a problemelor de sănătate, s-a îmbolnăvit fizic și mental și a ars o mare parte din corespondența sa cu personalități importante (de exemplu, cu Ján Kollár). În mai 1860 starea sa de depresie l-a făcut să se arunce în râul Vltava, dar a fost salvat. Acest eveniment a produs o rumoare considerabilă în rândul publicului larg. La începutul lunii octombrie 1860 a cerut să fie pensionat din funcția de director al Bibliotecii Universității. Împăratul austriac însuși i-a permis acest lucru într-o scrisoare scrisă chiar de monarh și i-a acordat o pensie care avea aceeași valoare cu salariul său anterior. Šafárik a murit în 1861 la Praga și a fost îngropat în cimitirul evanghelic din cartierul Karlín.

## Scrieri

### Poezie
- Ode festiva... (Levoča, 1814), o odă dedicată baronului și colonelului Ondrej Máriassy, patron al liceului Kežmarok, cu ocazia întoarcerii sale din războiul împotriva lui Napoleon
- Tatranská múza s lyrou slovanskou (Levoča, 1814) [literal: 'Muza Tatrei cu o liră slavonă  - poezii inspirate din literatura europeană clasică și contemporană (Friedrich Schiller) și de tradițiile și legendele slovace (Juraj Jánošík)

### Lucrări științifice
- Promluvení k Slovanům [literal: O scrisoare către slavi] în: Prvotiny pěkných umění (1817, ?) - inspirată de Herder și de alte literaturi naționale, el le solicită slovacilor, moravilor și boemilor să colecteze cântece populare
- Počátkové českého básnictví, obzvláště prozodie (1818, Pressburg), împreună cu František Palacký [literal:Bazele poeziei cehe, în special a prozodiei] - se ocupă cu aspectele tehnice ale scrierii poeziilor
- Novi Graeci non uniti ritus gymnasii neoplate auspicia feliciter capta. Anexe est oratio Pauli Josephi Schaffarik (1819, Novi Sad)
- Písně světské lidu slovenského v Uhřích. Sebrané o vydané od P. J. Šafárika, Jána Blahoslava și alte. 1-2 (Pesta 1823-1827) /Národnie zpiewanky - Pisne swetské Slowáků v Uhrách (1834-1835, Buda), împreună cu Jan Kollár [literal: Cântece laice ale slovacilor din Regatul Ungariei. Adunate și tipărite de P. J. Šafárik, Ján Blahoslav și alții. 1-2 / cântece populare - cântece laice ale slovacilor din Regatul Ungariei] -
- Geschichte der slawischen Sprache und Literatur nach allen Mundarten (1826, Pest), [literal:Istoria limbii și literaturii slave în toate dialectele indigene] - o mare carte în stil enciclopedic, prima încercare de a realiza o sistematizare a limbilor slave.
- Über die Abkunft der Slawen nach Lorenz Surowiecki (1828, Buda) [literal: Despre originea slavilor potrivit lui Lorenz Surowiecki] - destinată a fi o reacție la textul lui Surowiecki, text dezvoltat într-o carte despre patria slavilor care provoacă teoria modernă că slavii au venit în Europa în secolele V și VI d.Hr.
- Serbische Lesekörner oder historisch-kritische Beleuchtung der serbischen Mundart (1833, Pest) [literal: Antologie sârbă sau lămurire istorico-critică a dialectului sârb] - explicarea caracterului și a dezvoltării limbii sârbe
- Slovanské starožitnosti(1837 + 1865, Praga) [Antichități slavone], lucrarea sa principală, prima mare carte despre cultura și istoria slavilor, o a doua ediție (1863) a fost editată de către Josef Jireček (vezi Familia), o continuare a fost publicată numai după moartea lui Šafárik la Praga, în 1865; aproape imediat au fost realizate traduceri în limbile rusă, germană și poloneză; cartea descrie originea, așezările, localizarea și evenimentele istorice ale slavilor pe baza de unei colecții vaste de materiale; inspirat de opiniile lui Herder, el a refuzat să-i considere pe slavi ca sclavi si barbari așa cum apăreau frecvent la acel moment mai ales în literatura germană; el afirmă că toți slavii au o origine etnică comună, provenind din sârbi/sorabi și că anterior ei au fost cunoscuți sub numele de veneti/wends și iliri; cartea a influențat substanțial perspectiva cu privire la slavi, insuficient cu toate acestea pentru a schimba teoria migrațiilor slave în Europa centrală din Asia
- Monumenta Illyrica (1839, Praga) - monumente de literatură veche ale slavilor sudici, în care își afirmă în mod clar opinia sa că slavii sunt iliri
- Die ältesten Denkmäler der böhmischen Sprache... (1840, Praga) [literal: Cele mai vechi monumente de limbă cehă...], împreună cu František Palacký
- Slovanský národopis (1842 - 2 ediții, Praga) [literal: Etnologie slavă], a doua operă a sa ca importanță, el a căutat să realizeze un raport complet de etnologie slavă; conține date de bază cu privire la națiunile slave individuale, așezări, limbi, granițe etnice și o hartă, pe care slavii sunt considerați formal ca o națiune împărțită în unități naționale slave. Potrivit demonstrației sale, toți slavii au fost odată numiți sârbi/sorabi și mai înainte iliri. Prin urmare, odată ce o națiune s-a împărțit în triburi mici care au format mai târziu țări, două triburi au păstrat numele original: sârbii din Luzația (azi o minoritate în Germania) și sârbii din Balcani care locuiesc pe teritoriile statelor moderne Serbia, Muntenegru, Bosnia și Herțegovina și în câteva părți din Croația
- Počátkové staročeské mluvnice în: Výbor (1845) [literal: Bazele vechii gramatici cehe]
- Juridisch - politische Terminologie der slawischen Sprachen Austria (Viena, 1850) [Terminologia juridico-politică a limbilor slave din Austria], un dicționar scris împreună cu Karel Jaromir Erben; Šafárik și Erben au devenit - prin ordinul lui Alexander Bach - membri ai comisiei pentru terminologia juridică slavă din Austria
- Památky dřevního pisemnictví Jihoslovanů (1851, Praga) [literal: Monumente de literatură veche a slavilor sudici] - conține importante texte în slavona bisericească
- Památky hlaholského pisemnictví (1853, Praga) [literal: Monumente ale literaturii glagolitice]
- Glagolitische Fragmente (1857, Praga), împreună cu Höfler [literal: Fragmente glagolitice]
- Über den Ursprung und die Heimat des Glagolitismus (1858, Praga) [literal: Despre originea și patria scrierii glagolitice] - aici el a acceptat punctul de vedere că alfabetul glagolitic este mai vechi decât cel chirilic
- Geschichte der südslawischen Litteratur1-3 (1864-65, Praga) [literal: Istoria literaturii slavilor sudici], editat de Jireček

### Colecții de scrieri
- Sebrané spisy P. J. Šafaříka 1-3 (Praga 1862-1863, 1865)
- Spisy Pavla Josefa Šafaříka 1 (Bratislava 1938)

## Omagii
- Universitatea Pavol Jozef Šafárik din Košice este numită după el.
- Gymnázium Pavla Jozefa Šafárika din Roznava este numit după el.
- O stradă din Novi Sad și o stradă din Belgrad sunt numite după el.
- Centrul cultural slovac Pavel Jozef Šafárik din Novi Sad.
- O stradă din Praga este numită după el
- Tornaľa este un oraș din sudul Slovaciei cu o populație majoritar maghiară, care a fost redenumit ca „Šafárikovo” între 1948 și 1992.

## Adnotări
- (Safáry, Schaffáry, Schafary, Saf(f)arik, Šafarík, Szafarzik; în cehă Pavel Josef Šafařík; în germană Paul Joseph Schaffarik; în sârbă Павле Јосиф Шафарик; în latină Paulus Josephus Schaffarik; în maghiară Pál József Safarik